# Олів'є Мбаїзо
Олів'є Мбаїзо (фр. Olivier Mbaizo, нар. 15 серпня 1997, Дуала) — камерунський футболіст, захисник американського клубу «Філадельфія Юніон».
Виступав, зокрема, за клуби «Юніон Дуала», «Рейнбоу» та «Бетлехем Стіл», а також національну збірну Камеруну.

## Клубна кар'єра
У дорослому футболі дебютував 2016 року виступами за команду «Юніон Дуала». 
Своєю грою за цю команду привернув увагу представників тренерського штабу клубу «Рейнбоу», до складу якого приєднався 2017 року.
У 2018 році уклав контракт з клубом «Бетлехем Стіл», у складі якого провів наступні жодного років своєї кар'єри гравця. Більшість часу, проведеного у складі «Бетлехем Стіл», був основним гравцем захисту команди.
До складу клубу «Філадельфія Юніон» приєднався 2018 року. Станом на 14 листопада 2022 року відіграв за команду з Пенсильванії 71 матч в національному чемпіонаті.

## Виступи за збірні
Протягом 2017–2019 років залучався до складу молодіжної збірної Камеруну. На молодіжному рівні зіграв у 6 офіційних матчах.
У 2016 році дебютував в офіційних матчах у складі національної збірної Камеруну.
У складі збірної був учасником Кубка африканських націй 2021 року у Камеруні, на якому команда здобула бронзові нагороди, чемпіонату світу 2022 року у Катарі.
| Дата      | Місто | Господарі    | Результат               | Гості   | Турнір                                             | Голи | Примітки |
| --------- | ----- | ------------ | ----------------------- | ------- | -------------------------------------------------- | ---- | -------- |
| 29-1-2022 | Дуала | Гамбія       | 0 – 2                   | Камерун | Кубок африканських націй 2021 - чвертьфінал        | -    | 84'      |
| 5-2-2022  | Яунде | Буркіна-Фасо | 3 – 3 д.ч. (3 – 5 п.п.) | Камерун | Кубок африканських націй 2021 - матч за 3-тє місце | -    |          |
| Усього    |       | Матчів       | 2                       |         | Голів                                              | 0    |          |